# Микелоццо ди Бартоломео
Микелоццо ди Бартоломео Микелоцци по прозванию Микелоццо (итал. Michelozzo di Bartolomeo Michelozzi, detto Michelozzo; 1396, Флоренция, Тоскана — 7 октября 1472, Флоренция) — итальянский архитектор и скульптор эпохи Возрождения периода кватроченто флорентийской школы. Любимый архитектор Козимо Медичи, ученик и помощник Донателло и Лоренцо Гиберти. После смерти Филиппо Брунеллески завершал в 1461 году возведение купола флорентийского собора Санта-Мария-дель-Фьоре, автор проекта Палаццо Медичи-Риккарди во Флоренции. Положил начало широкому распространению ренессансного типа «рустичных» флорентийских палаццо, «аркад по колоннам» (изобретение Брунеллески) и (совместно с Донателло) композиции надгробных монументов.

## Творческая биография
Микелоццо родился в семье портного Бартоломео ди Герардо «де Бургундия» (Bartolomeo di Gherardo «de Burgundia») и флорентийки Антонии. Его отец в 1376 году стал флорентийским гражданином.
В конце 1430-х годов Микелоццо женился на Франческе Галигари, которой ещё не было и двадцати, получив от её семьи значительное приданое в 425 золотых флоринов. У них было пятеро детей. О годах учения Микелоццо нет никаких сведений, кроме того, что в 1410 году он работал на Монетном дворе резчиком, чеканщиком и осваивал литейное дело. С 1417 года Микелоццо сотрудничал с флорентийским скульптором Лоренцо Гиберти. Предположительно, именно в этот период Микелоццо проникся идеями изучения классического наследия, прежде всего античной скульптуры, о которой было известно в то время немного, в основном по изображениям на рельефах, монетах и медалях. Вместе с Гиберти Микелоццо работал над рельефами Северных дверей флорентийского Баптистерия (1401—1424). Однако его вклад в эту работу был, вероятно, не столь значительным.
Сотрудничество Донателло и Микелоццо началось в 1425 году. Микелоццо был примерно на десять лет моложе Донателло, но к этому времени уже успел проявить себя хорошим скульптором и архитектором. Вместе они создали ряд важных работ, к которым относится алтарь и рельефы кафедры собора Святого Стефана в Прато (1428—1438), надгробие антипапы Иоанна XXIII во флорентийском Баптистерии Сан-Джованни (1422—1428), «Алтарь Кавальканти» в церкви Санта-Кроче во Флоренции (1433). Композиция надгробия Иоанна XXIII послужила образцом для многих надгробных памятников, созданных в XV—XVI столетиях в разных городах Италии.
Между 1420 и 1427 годами Микелоццо построил церковь Сан-Франческо-аль-Боско-аи-Фрати в Сан-Пьеро-а-Сьеве. В 1433 году Микелоццо сопровождал в изгнание своего покровителя Козимо Медичи. Последний, вернувшись во Флоренцию, поручил архитектору в 1444 году строительство палаццо, известного в настоящее время как Палаццо Медичи-Риккарди. Также во Флоренции Микелоццо была поручена реконструкция монастыря Сан Марко (1437—1451). В 1437—1443 годах Микелоццо создал интерьер Сакристии. В 1454 году было завершено возведение кьостро (клуатра) с великолепной лоджией и монастырской библиотеки. Пространство Скриптория библиотеки архитектор разделил на три нефа колоннами ионического ордера с характерным приёмом «аркады по колоннам», разработанным Филиппо Брунеллески в «Воспитательном доме». Тот же приём Микелоццо использовал в оформлении кортиле (внутреннего дворика) Палаццо Веккьо (1453; позднее несколько изменённый Дж. Вазари). Последовательное применение архитектором «аркад по колоннам» для лоджий внутренних дворов флорентийских палаццо дало повод к появлению названия «дворики Микелоццо» (i cortili di Michelozzo), ставшего нарицательным в самой Италии и за её пределами. В 1458—1461 годах Микелоццо руководил строительством виллы Медичи в Каффаджиоло (1451), а также виллы Медичи во Фьезоле близ Флоренции (1458—1461).
В 1462 году архитектор работал в Милане, в церкви Сант-Эусторджо, где он предположительно создал Капеллу Портинари — великолепный пример флорентийского ренессанса, вдохновлённый творчеством Брунеллески (Старой сакристией Сан-Лоренцо и Капеллой Пацци). В настоящее время атрибуция Капеллы Портинари признаётся спорной. Среди её авторов называют Гвинифорте Солари (автора апсиды в Чертоза-ди-Павия и Сан-Пьетро-ин-Джессате в Милане). Однако в стилевом отношении это произведение бесспорно относится к кругу построек Брунеллески-Микелоццо.
С 1461 по 1464 год Микелоццо отвечал за строительство укреплений Станьо в Далмации, самой длинной средневековой стены в Европе.
В 1455 году у Бартоломео и Франчески Галигари родился сын — Бернардо Микелоцци, который позднее стал епископом Форли.

## Основные постройки

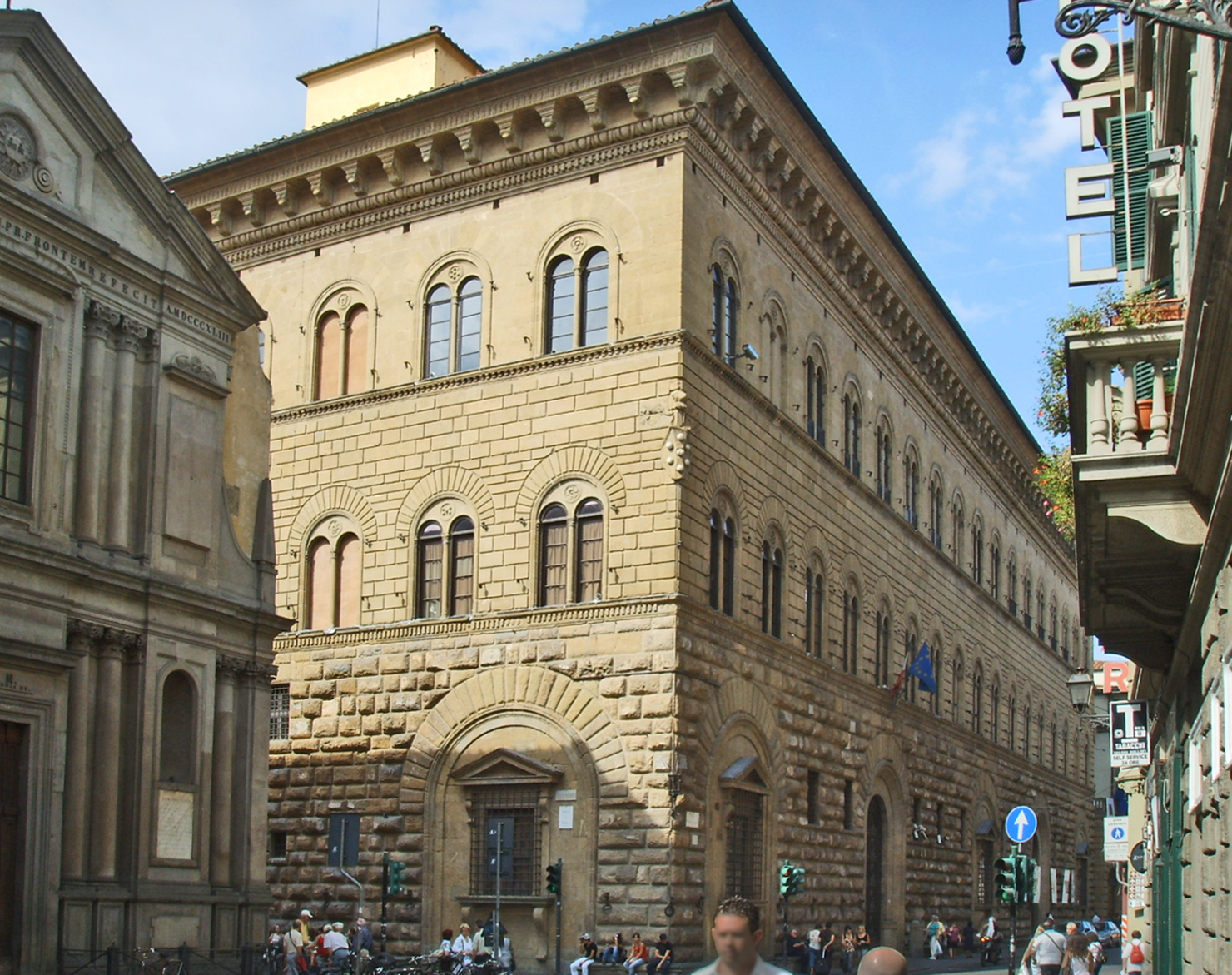
Палаццо Медичи-Риккарди. 1444—1460. Флоренция
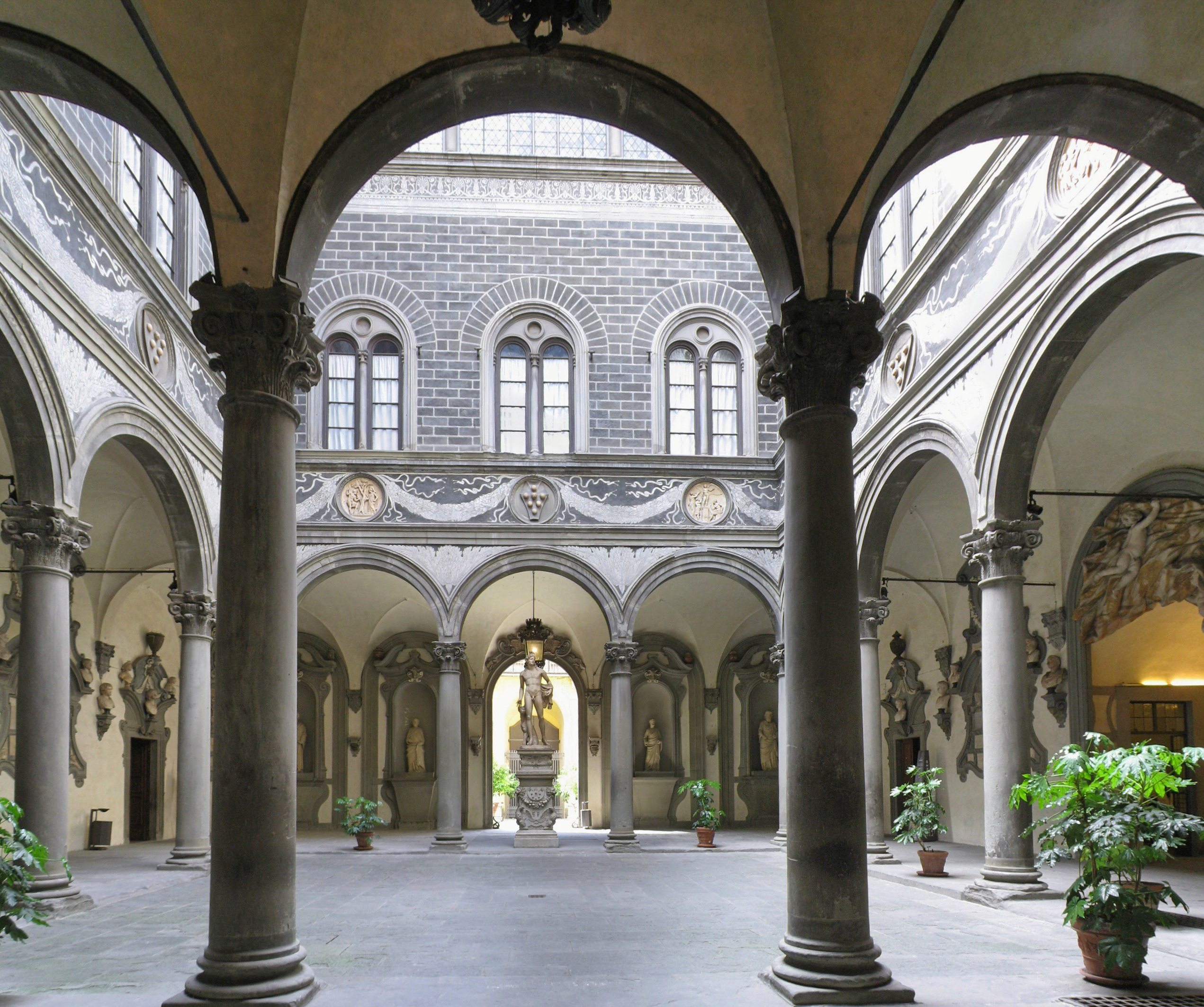
Двор (кортиле) Палаццо Медичи-Риккарди
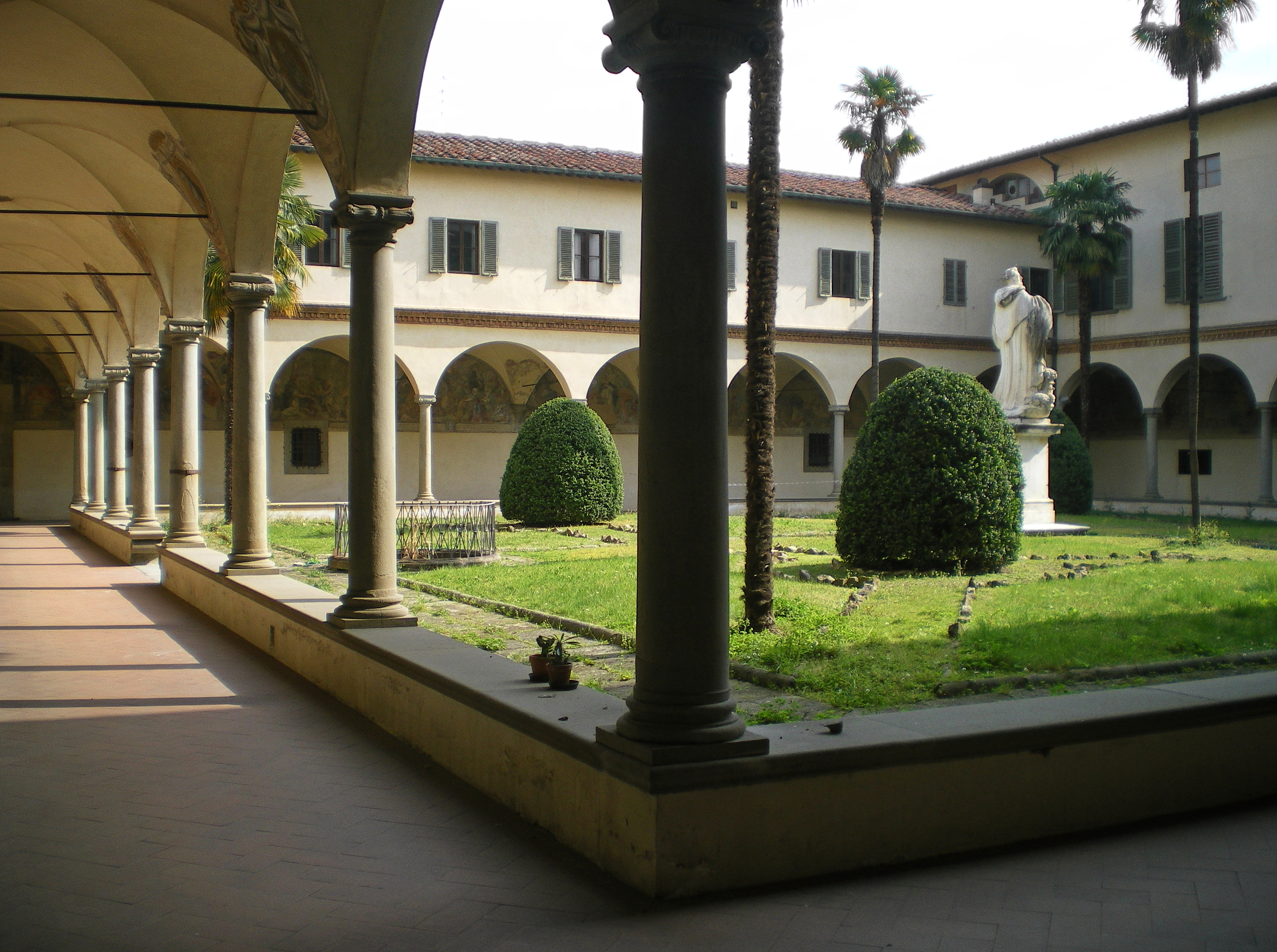
Кьостро монастыря Сан-Марко во Флоренции. 1437—1451
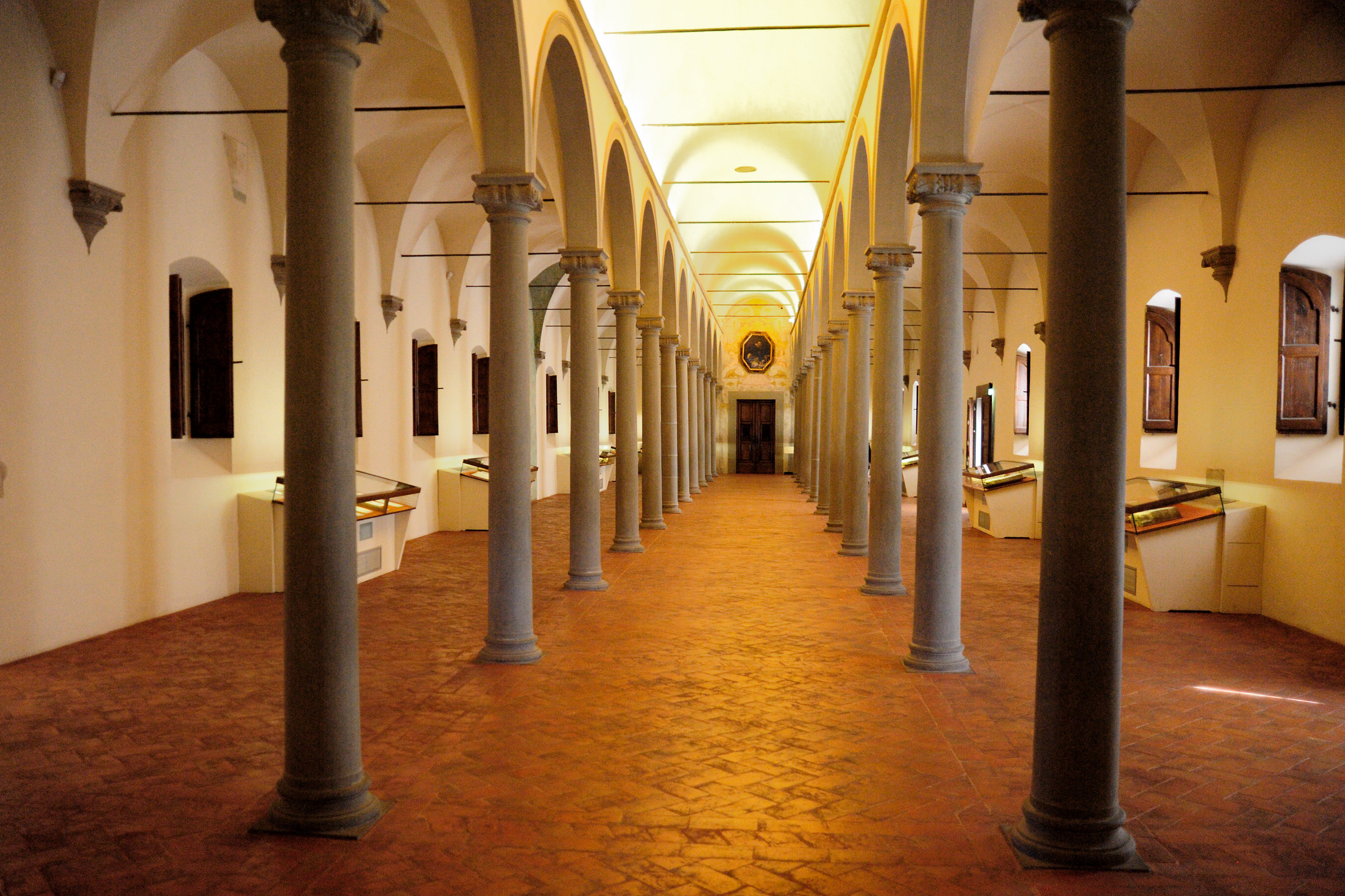
Библиотека Сан-Марко. Скрипториум. 1454. Флоренция
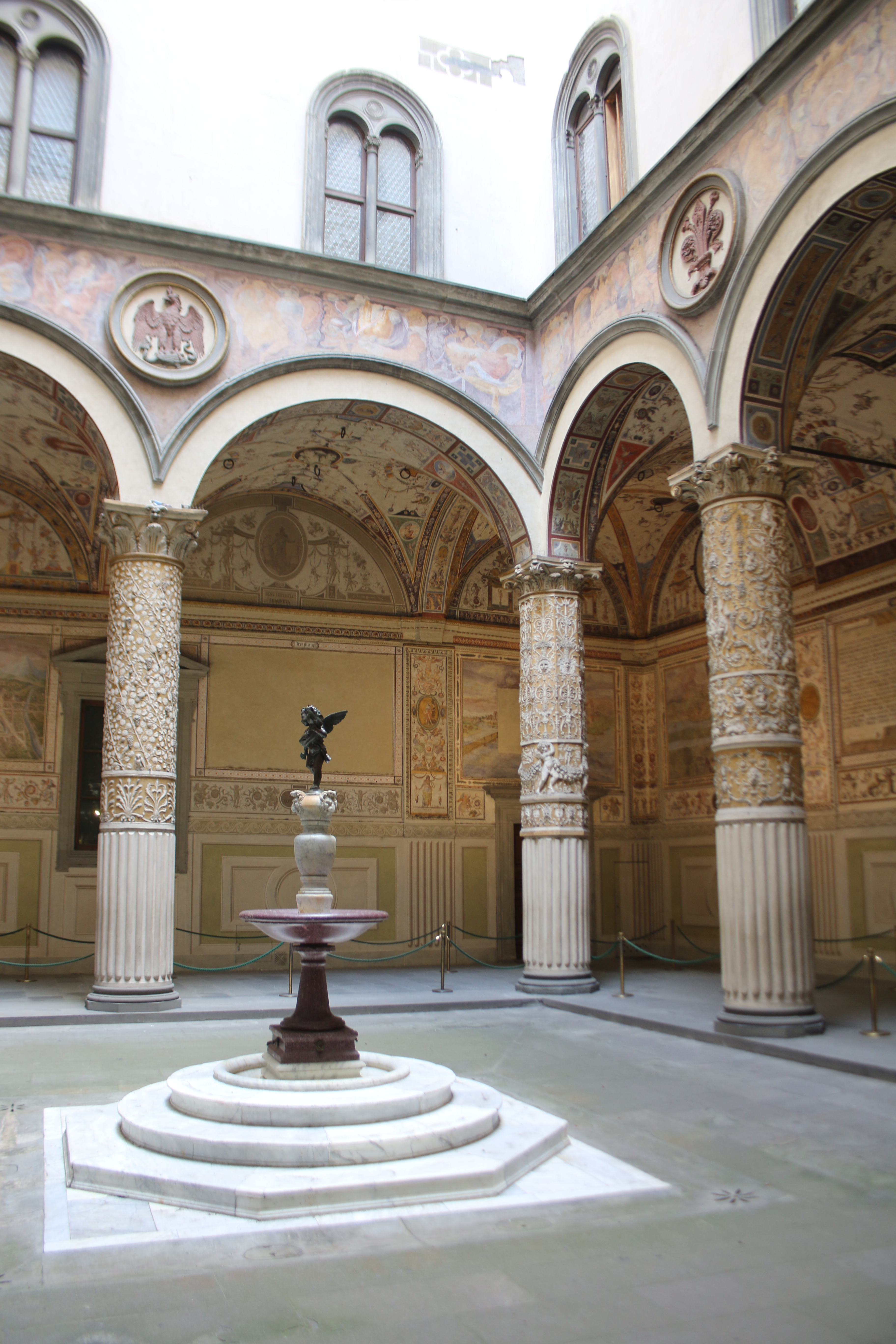
Кортиле (внутренний дворик) Палаццо Веккьо. 1453. Флоренция
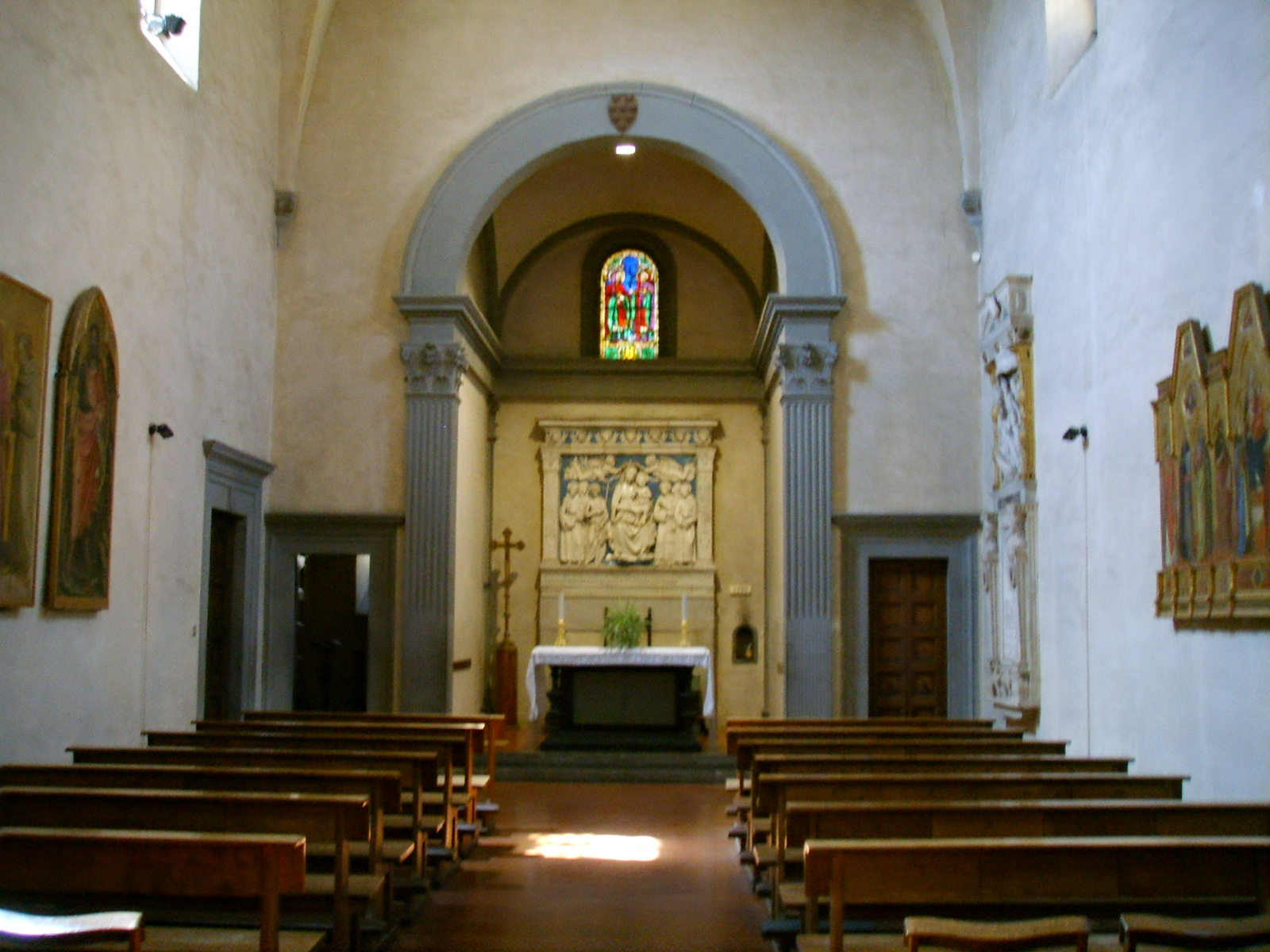
Капелла Медичи в церкви Санта-Кроче, Флоренция
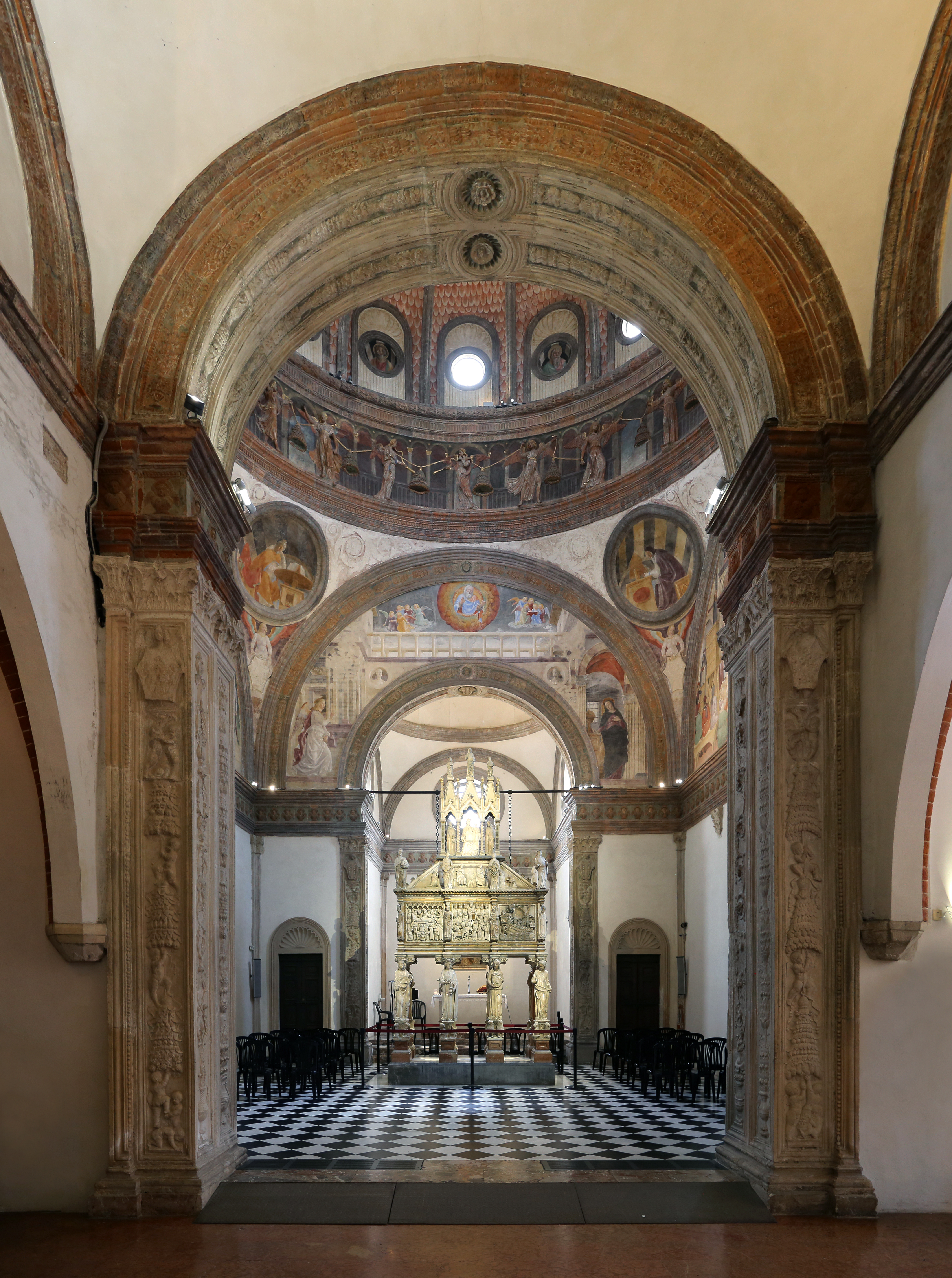
Капелла Портинари в базилике Сант-Эусторджо. 1462. Милан